# Baptisia deamii
Baptisia deamii är en ärtväxtart som beskrevs av Larisey. Baptisia deamii ingår i släktet Baptisia och familjen ärtväxter. Inga underarter finns listade i Catalogue of Life.